# 扎波羅熱 (地區)
扎波羅熱（烏克蘭語：Запорожжя）是烏克蘭的一個歷史地區，其範圍包括了烏克蘭東部的第聂伯罗彼得罗夫斯克州、札波羅結州、基洛夫格勒州、尼古拉耶夫州、赫爾松州的全部地區和敖德薩州、頓涅茨克州、盧甘斯克州的部分地區。16世紀之後，哥薩克人開始開拓扎波羅熱地區。哥薩克人在扎波羅熱的歷史中佔有重要地位，他們曾經在這裡建立自己的獨立國家。